# 宁波轨道交通2号线
宁波轨道交通2号线位于中国浙江省宁波市，是宁波轨道交通系统的一条地铁线路，标志色为中国红。一、二期线路全长36.5千米，自东南向西北穿越宁波市主城区，经过海曙、江北、镇海和北仑四区，连接栎社国际机场、宁波客运中心和铁路宁波站等交通枢纽。全线设车站27座，其中7座车站与其他6条轨道交通线路换乘。
2号线共分两期建设完成，一期工程从栎社国际机场站至清水浦站，长28.35千米，共设车站22座，于2010年12月23日开工，2015年9月26日开通运营。二期工程从清水浦站至红联站，长8.15千米，共设车站5座，首通段（清水浦-聪园路）于2020年5月30日开通运营，后通段（聪园路-红联）于2022年12月1日开通运营。线路东西两端均预留有进一步延伸的条件，西端可能延伸到宁波西站，并设置横街支线，而东端可能延伸至保税区管委会。

## 线路走向
2号线一期工程西起栎社机场以地下线向东延伸，到达鄞州大道后沿雅戈尔大道向北，此后在启运路转向西面，至通达路再次折向东面，经过宁波客运中心。此后线路在恒春街转向东面，经过铁路宁波站地下后下穿月湖，经过三支街向北进入解放南路、解放北路，在解放桥北侧下穿姚江，此后进入大庆南路继续向北延伸，抵达青云路后折向东面，并经过孔浦。此后线路在东昌路东侧变为高架，沿风华路行进，经过北高教园区，最终抵达一期终点站清水浦站。
2号线二期工程从清水浦站东侧出发，沿宁镇公路在镇海电厂西侧进入地下，此后沿车站路、城河西路进入镇海老城区，此后向南下穿甬江进入北仑区，到达终点站红联站。

## 历史

### 规划

2号线宁波火车站-栎社站区段规划走向的变化，虚线为2003年规划

宁波轨道交通2号线最早出现在2003年8月编制完成并通过专家评审的《宁波市城市快速轨道交通线网规划》中，该规划将2号线定为宁波轨道交通“三主三辅”6条线路中的3条骨干线之一。2006年2月《宁波市快速轨道交通线网规划》获得宁波市政府批复。随后，2006年8月国务院批复的《宁波市城市总体规划（2006年-2020年）》中确认了宁波市建设轨道交通的规划预想。
根据获批的城市总体规划和轨道交通线网规划，当时的2号线工程西起古林镇，东至北仑区，全长约50公里。而2005年12月编制的《宁波市城市快速轨道交通建设规划（2006-2015）》中，仅纳入了从栎社国际机场至东外环的全长27.5公里的区段，并以该区段作为2号线一期工程首先建设。2006年11月宁波市十二届人大常委会会议表决通过了《关于建设轨道交通的决议》，确认了2号线一期工程将与1号线一起规划于2015年前建成。上述规划在经国家发改委和建设部评审后，于2008年8月获得国务院批复。
从东外环至北仑区长山村全长10.1公里的区段，作为2号线二期则被列入《宁波市城市轨道交通近期建设规划（2013-2020年）》，该规划于2013年11月获得国务院批复，最终建设的区段为东外环至北仑红联。而原规划中从古林至机场的区段被取消，红联至北仑中心城区的区段则也被纳入6号线的新规划中。

### 一期工程

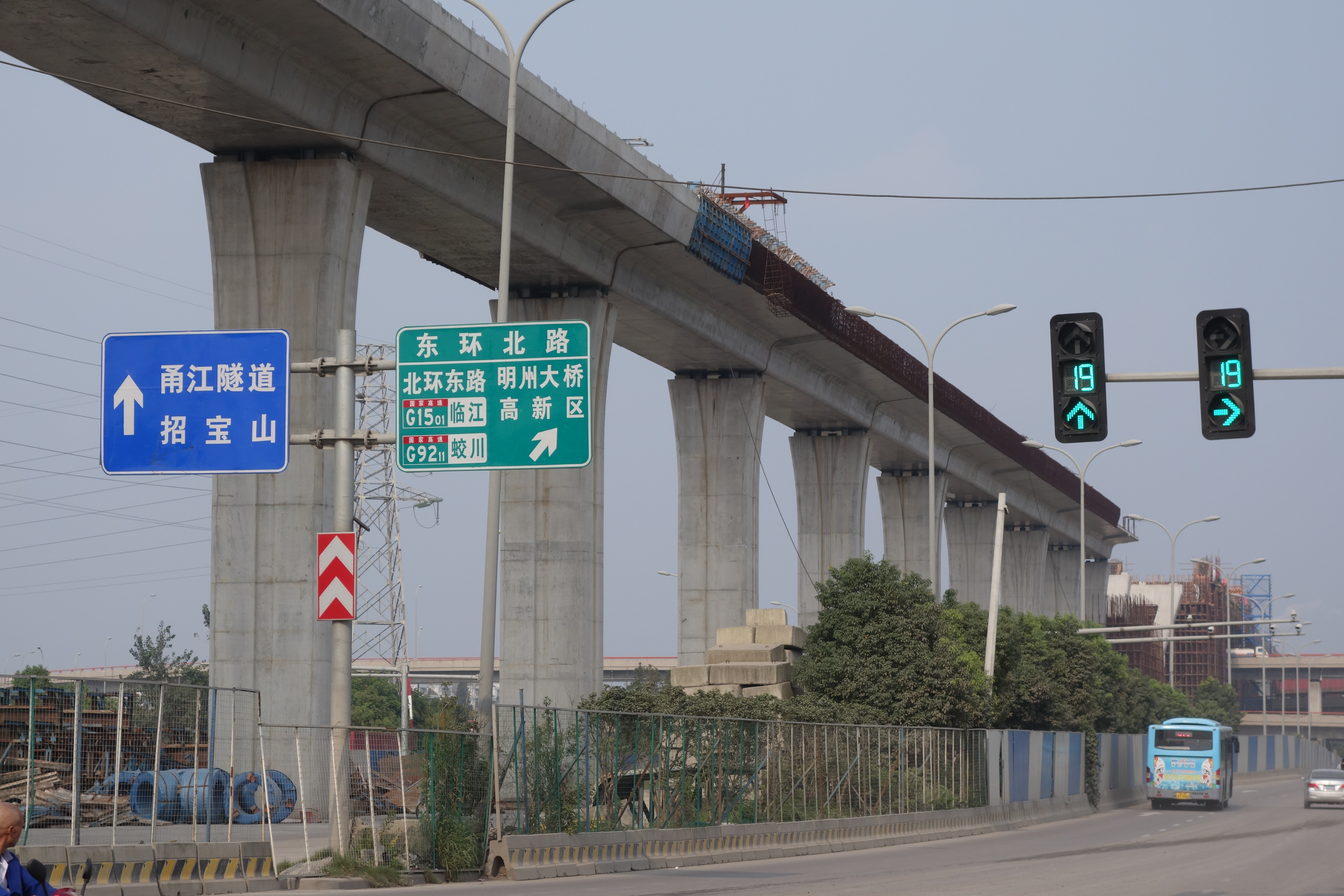
建设中的2号线高架段，宁波大学–清水浦区间

#### 建设规划
2010年3月，2号线一期工程可行性研究报告获得国家发改委批准。该规划将原沿机场路敷设的部分线路东移，改为沿雅戈尔大道布置，并增设栎社新村等四座车站。与此同时，镇海区部分网友曾希望2号线一期能向镇海老城区延伸，当地政府也曾表示2号线一期将东延至临江，但最终，这一规划只能在二期实施。

#### 工程建设
2010年10月16日，铁路宁波站附属的2号线车站工程与铁路宁波站改建工程先期动工。一期工程于同年12月23日实现全线开工。
2号线一期工程隧道的施工则在部分车站主体封顶后展开。2012年3月15日，外滩大桥–鼓楼区间成为2号线首个进行盾构施工的地下区间，隧道于12月5日双向贯通，成为穿过姚江的首条地铁隧道。2014年6月，2号线一期工程地下隧道全线贯通。在地下段施工的同时，高架段的施工也在同步进行。2013年6月，风华路沿线开始架设围挡，并于11月2日开始上部结构施工。
2014年1月19日，2号线一期地下段的铺轨正式展开。轨道从黄隘出入段线、藕池站、压赛堰-大通桥区间三个铺轨基地铺设，于10月10日完成地下段短轨通。与此同时，高架段的铺轨作业也于2014年11月展开。全线于2015年3月23日完成短轨通。机电安装和装修工程则在铺轨的同时于2014年6月展开，栎社国际机场站成为全线车站的样板。2015年3月23日，2号线一期地下段实现电通。

#### 运营准备
2号线的运营准备工作于2014年下半年展开。11月29日，2号线首批2组列车抵达宁波。2015年3月23日，列车经过鼓楼站联络线进入2号线，并进入黄隘车辆段。3月28日，地下段列车开始上线调试，而高架段列车的调试工作也于5月6日展开。全线于6月11日开始空载试运行，并于8月28日至31日完成试运营评审。2号线一期工程于2015年9月26日建成并投入运营。

### 二期工程

#### 建设规划

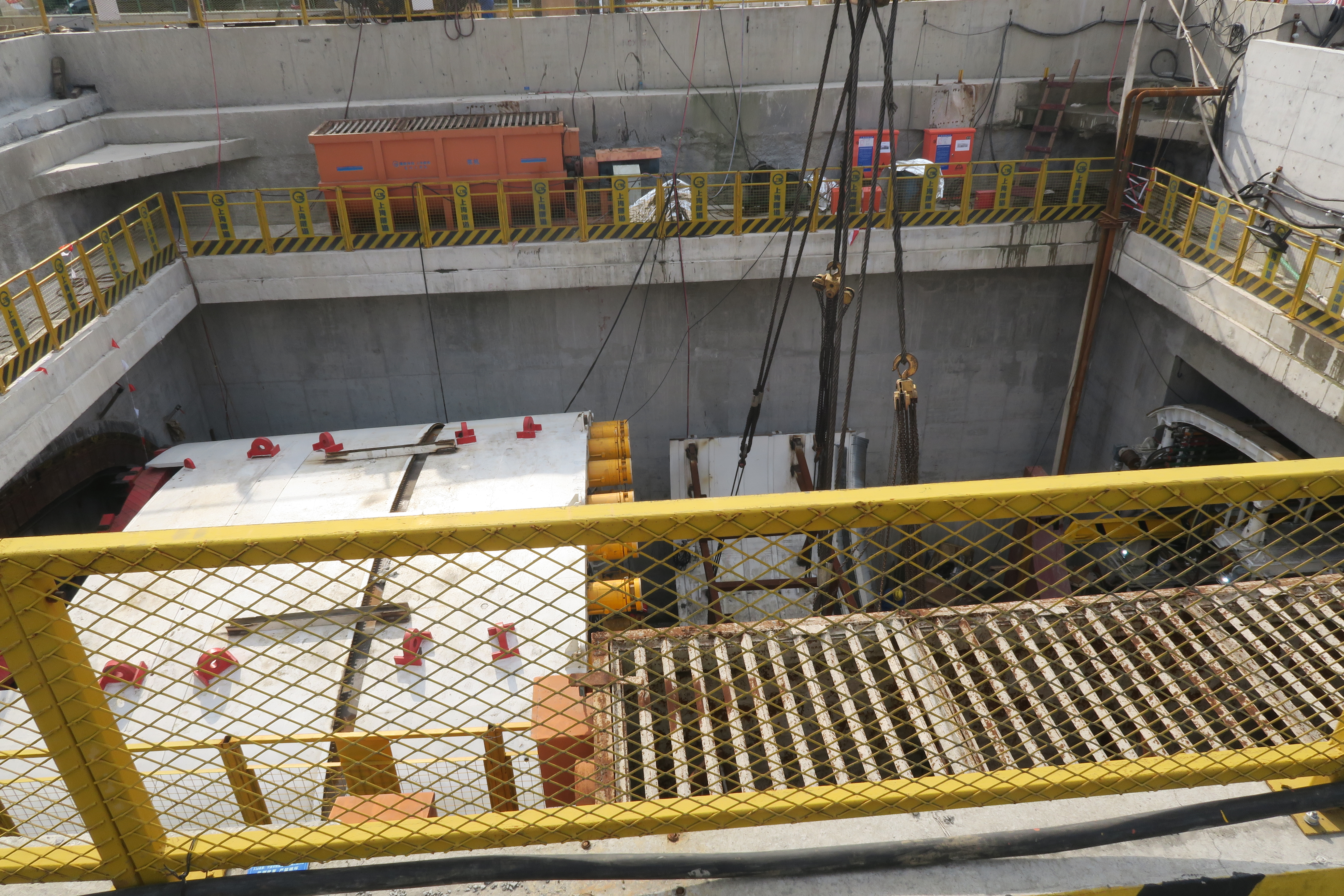
位于五里牌–枫园区间地下段工作井内的类矩形盾构机

2号线二期工程设计经招标由北京城建设计发展集团实施，线路勘察于2014年7月开始展开。因国家发改委批复的建设规划线路与输油气管道平行，考虑到影响管道安全的原因，实际实施的建设规划取消了长山村站和长山村停车场，线路也因此缩短到8.5公里。二期工程可行性研究报告于2014年12月获得宁波市发改委批复。

#### 工程建设
2015年10月30日2号线二期清水浦至临江的高架段开始开工建设，高架段主体工程于2018年8月15日完成。而地下区间则由于改用类矩形盾构导致车站设计更改，迟至2017年1月3日方才正式开工建设。2017年11月5日，五里牌–枫园区间地下段成为全线首个开展盾构施工的区间。该区间使用矩形盾构施工，于2018年2月3日贯通，为2号线二期首条贯通的隧道。因受红联拆迁影响及招宝山站受招红区间施工影响，招宝山、红联两站工程进度滞后，2号线二期以五里牌站至聪园路站为首先开通运营的区段，于2018年11月16日开始铺轨和机电安装工程，2019年10月25日全线电通。而后通段于2021年11月15日开始轨道施工，2022年4月20日全线轨通。后通段机电安装和装修工程则于2021年10月12日进场施工，5月19日完成全线电通。

#### 运营准备
2号线二期首通段（五里牌站至聪园路站）于2019年11月19日完成热滑，此后开展联调联试，并于2020年1月底开始空载试运行，3月底开始模拟跑图，5月9日完成初期运营前的安全评估，2020年5月30日开通运营。受红联拆迁影响的招宝山—红联区间作为后通段于2022年6月10日完成热滑实验，2022年7月26日开始空载试运行，11月11日通过初期运营前安全评估，12月1日开通运营。

## 车站
2号线设车站27座，其中，路林站、三官堂站、宁波大学站、清水浦站、五里牌站5站为高架站，栎社国际机场站至孔浦站、枫园站至红联站均为地下站。

### 站名
2号线车站命名时，既考虑了车站所处地理位置，又结合了车站周边区域的历史情况、风土人情以及文化底蕴。在保证轨道交通自身功能的前提下，尽可能地发掘当地具有历史意义、文化内涵，选择能很好反映车站所在区域风貌且具有代表性的历史文物、公共设施、道路等作为轨道交通车站站名。在此过程中，多座车站站名曾进行更改。
| 现站名         | 原站名     | 更名原因                               |
| -------------- | ---------- | -------------------------------------- |
| 栎社国际机场站 | 机场站     | 车站位于栎社国际机场                   |
| 栎社站         | 栎社新村站 | 车站位于栎社村                         |
| 藕池站         | 启运路站   | 车站周边为古林镇藕池新村               |
| 客运中心站     | 段塘客运站 | 车站附近是宁波客运中心                 |
| 云霞路站       | 环城西路站 | 车站位于环城西路与恒春街交叉口的云霞路 |
| 宁波火车站     | 铁路南站站 | 车站位于铁路宁波站地下                 |
| 城隍庙站       | 柳汀街站   | 车站靠近宁波府城隍庙                   |
| 外滩大桥站     | 桃渡路站   | 车站位于外滩大桥北侧                   |
| 正大路站       | 通途路站   | 车站位于正大路上                       |
| 倪家堰站       | 环城北路站 | 车站附近的倪家堰                       |
| 压赛堰站       | 汽车市场站 | 车站位于压赛堰村                       |
| 大通桥站       | 甬江北站   | 车站靠近大通桥                         |
| 路林站         | 路林市场站 | 车站位于路林                           |
| 三官堂站       | 双桥站     | 车站位于三官堂村                       |
| 清水浦站       | 东外环路站 | 车站附近为镇海清水浦                   |
| 五里牌站       | 临江站     | 车站靠近古驿道五里牌                   |
| 枫园站         | 电厂站     | 车站靠近纪念朱枫烈士的枫园             |
| 招宝山站       | 胜利路站   | 车站位于招宝山街道                     |
| 红联站         | 小港站     | 车站位于小港街道红联                   |

### 车站装饰

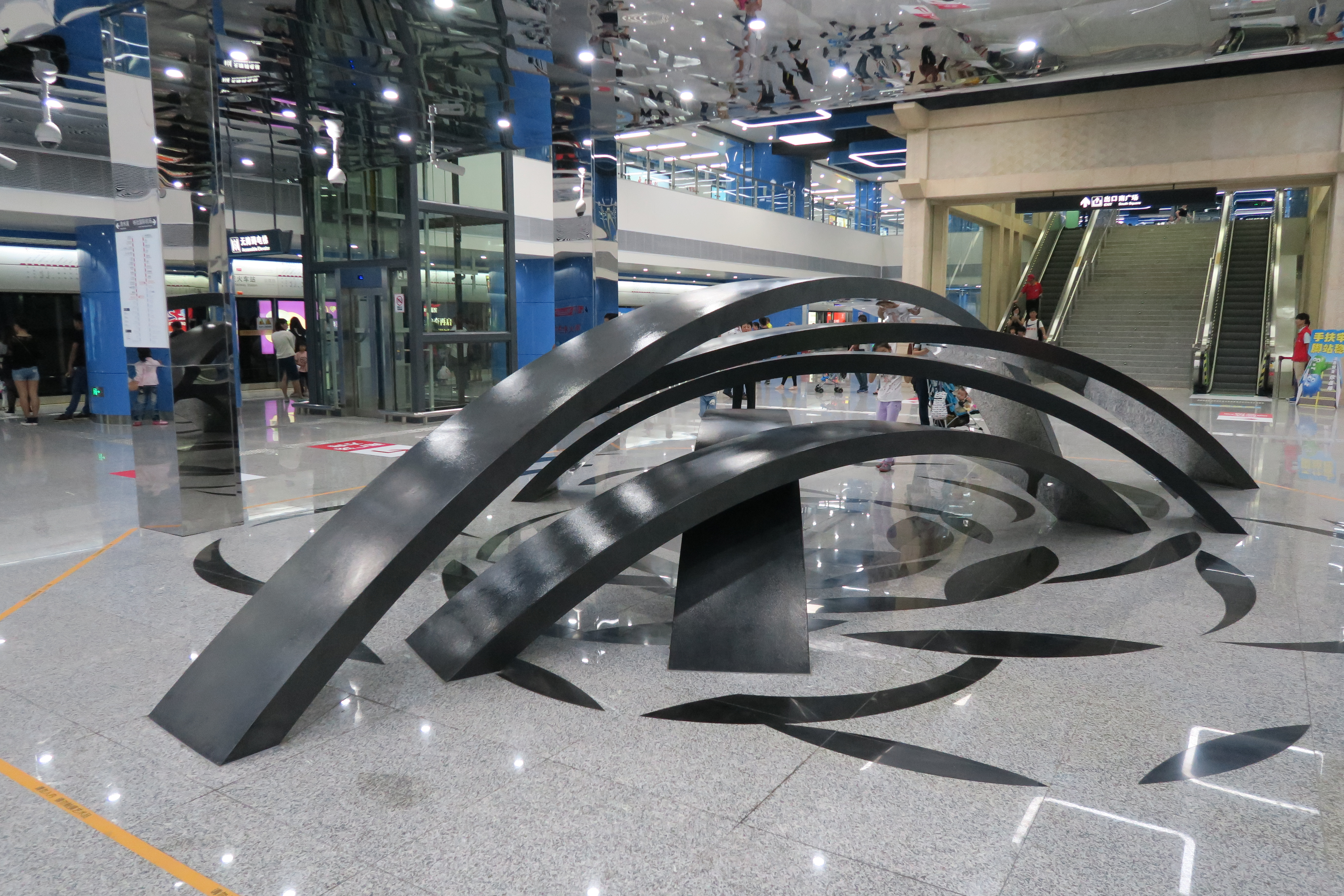
地铁宁波火车站主题雕塑“八方辐辏”

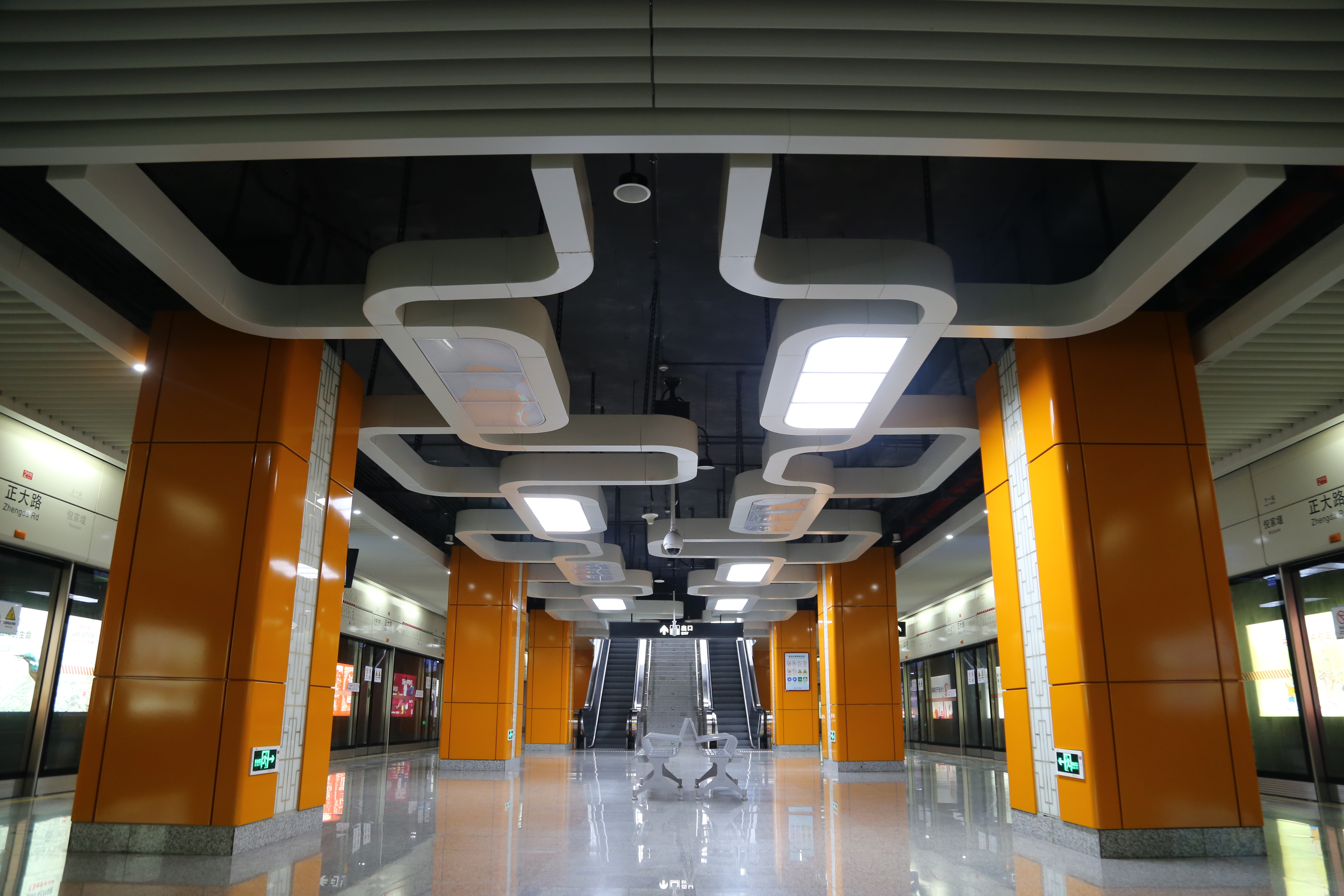
2号线的标准站以各类线条为元素设计，图为正大路站

2号线一期的装饰主题为“甬帮之路”，取材于宁波商帮，并在全线的设计中体现“海陆空”的概念。栎社国际机场站展现天空的概念，宁波火车站展现海洋的概念，而其他车站则用线条展现陆路的形象。车站立柱则使用玻璃镶嵌钢条形成窗花效果。车站装修采用简约风格，能够减少地下空间的沉闷感，同时也便于运营管理。
一期22座车站中，16座为标准站，栎社国际机场站、城隍庙站、宁波火车站和鼓楼站为重点站，宁波大学站和外滩大桥站为文化站。栎社国际机场站以天空为主题，宁波火车站以水文化为主题，城隍庙站则以市井文化为主题。6座车站均设有文化墙或主题雕塑。其中，栎社国际机场站的文化墙主题为“空港筑梦”，文化墙通过世界地图和同心圆寓意机场连接世界。宁波火车站的主题雕塑为“八方辐辏”，通过交错的圆弧表现铁路宁波站枢纽四通八达的特征。城隍庙站的文化墙主题为“百味城隍”，通过绘画和铜板腐蚀展示老城隍庙的风俗。鼓楼站的文化墙主题为“古城旧韵”，通过仿照朱金木雕的工艺展现宁波风情、风俗场景及人物。外滩大桥站的文化墙主题为“北岸笛韵”，通过建筑剪影表现老外滩的历史文化。宁波大学站的文化墙主题为“情系桑梓”，通过重叠手法表现邓小平和包玉剛与宁波大学、宁波帮与家乡间的关系。
二期车站装饰延续了一期“甬帮之路”的主题，用交织的线条组合表现“路”的形象，并赋予了“丝绸之路的寓意”。

### 车站列表

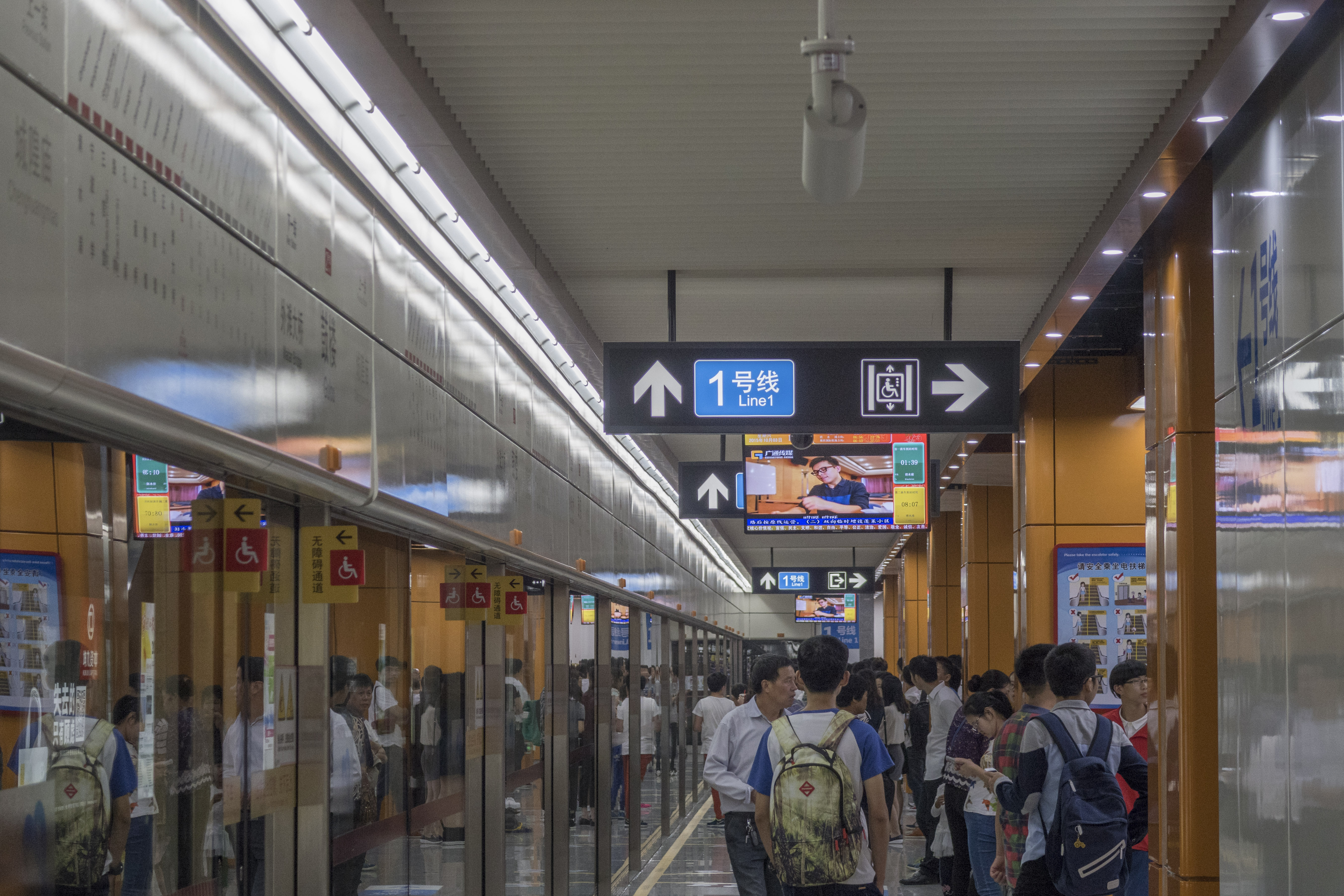
鼓楼站2号线站台上的换乘指示

2号线一期设7座换乘车站，其中，鼓楼站为1号线代为建设，宁波火车站2号线、4号线车站与铁路宁波站共构并一同建设，2号线一期同步建设3号线大通桥站，二期同步建设6号线红联站。
|                                |            |                         |        |                      |  |
| 站名                           | 里程（km） | 换乘路线/枢纽           | 所在地 | 车站形式             |  |
| 2号线                          |            |                         |        |                      |  |
| 栎社国际机场                   | 0          | 寧波櫟社國際機場        | 海曙区 | 地下二层岛式车站     |  |
| 栎社                           | 2.51       |                         | 海曙区 | 地下二层岛式车站     |  |
| 鄞州大道                       | 4.26       |                         | 海曙区 | 地下二层岛式车站     |  |
| 石碶                           | 5.39       | ■ 5号线                 | 海曙区 | 地下三层岛式车站     |  |
| 轻纺城                         | 6.60       |                         | 海曙区 | 地下二层岛式车站     |  |
| 藕池                           | 8.02       |                         | 海曙区 | 地下二层岛式车站     |  |
| 客运中心                       | 9.26       | 宁波客运中心            | 海曙区 | 地下二层岛式车站     |  |
| 丽园南路                       | 10.39      | ■ 8号线                 | 海曙区 | 地下二层岛式车站     |  |
| 云霞路                         | 11.26      |                         | 海曙区 | 地下二层岛式车站     |  |
| 宁波火车站                     | 12.42      | ■ 4号线 甬余城际 宁波站 | 海曙区 | 地下三层宽岛式车站   |  |
| 城隍庙                         | 13.88      |                         | 海曙区 | 地下二层岛式车站     |  |
| 鼓楼                           | 14.60      | ■ 1号线                 | 海曙区 | 地下二层岛式车站     |  |
| 外滩大桥                       | 16.06      | ■ 7号线（在建）         | 江北区 | 地下二层岛式车站     |  |
| 正大路                         | 16.89      | ■ 6号线（在建）         | 江北区 | 地下二层岛式车站     |  |
| 倪家堰                         | 17.99      |                         | 江北区 | 地下二层岛式车站     |  |
| 压赛堰                         | 19.16      |                         | 江北区 | 地下二层岛式车站     |  |
| 大通桥                         | 19.81      | ■ 3号线                 | 江北区 | 地下二层岛式车站     |  |
| 孔浦                           | 20.87      | ■ 10号线（在建）        | 江北区 | 地下三层岛式车站     |  |
| 路林                           | 22.94      |                         | 江北区 | 高架三层侧式车站     |  |
| 三官堂                         | 23.81      | ■ 5号线                 | 江北区 | 高架四层曲线侧式车站 |  |
| 宁波大学                       | 25.12      |                         | 江北区 | 高架三层侧式车站     |  |
| 清水浦                         | 27.95      |                         | 镇海区 | 高架三层岛式车站     |  |
| 五里牌                         | 29.93      |                         | 镇海区 | 高架三层侧式车站     |  |
| 枫园                           | 31.97      |                         | 镇海区 | 地下二层侧式车站     |  |
| 聪园路                         | 33.68      |                         | 镇海区 | 地下二层侧式车站     |  |
| 招宝山                         | 34.22      |                         | 镇海区 | 地下二层侧式车站     |  |
| 红联                           | 35.80      | ■ 6号线（在建）         | 北仑区 | 地下二层岛式车站     |  |
| 注：未开通的换乘线路以灰色标注 |            |                         |        |                      |  |
| 论 编                          |            |                         |        |                      |  |

## 车辆

### 列车简介

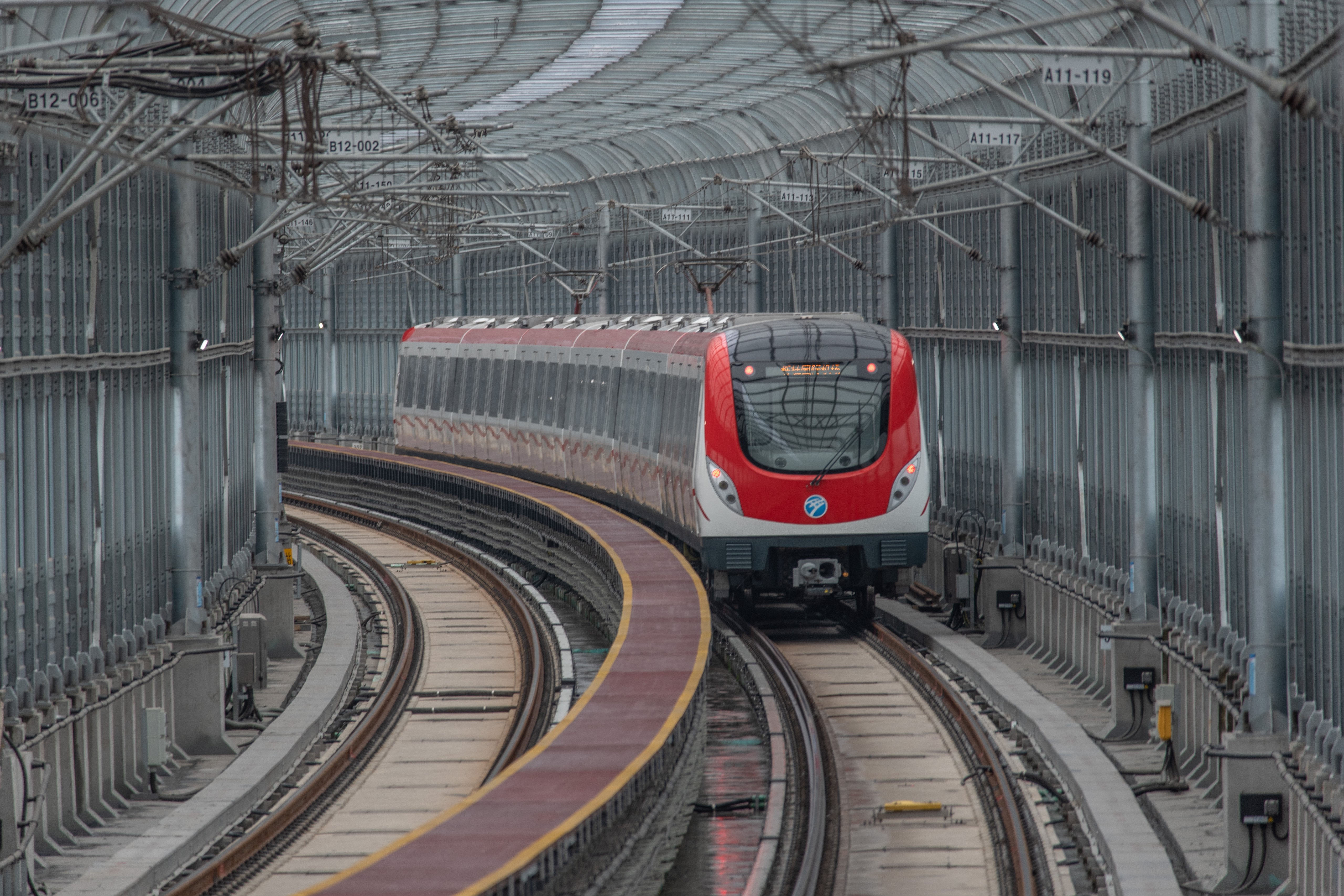
驶离五里牌站的2号线列车

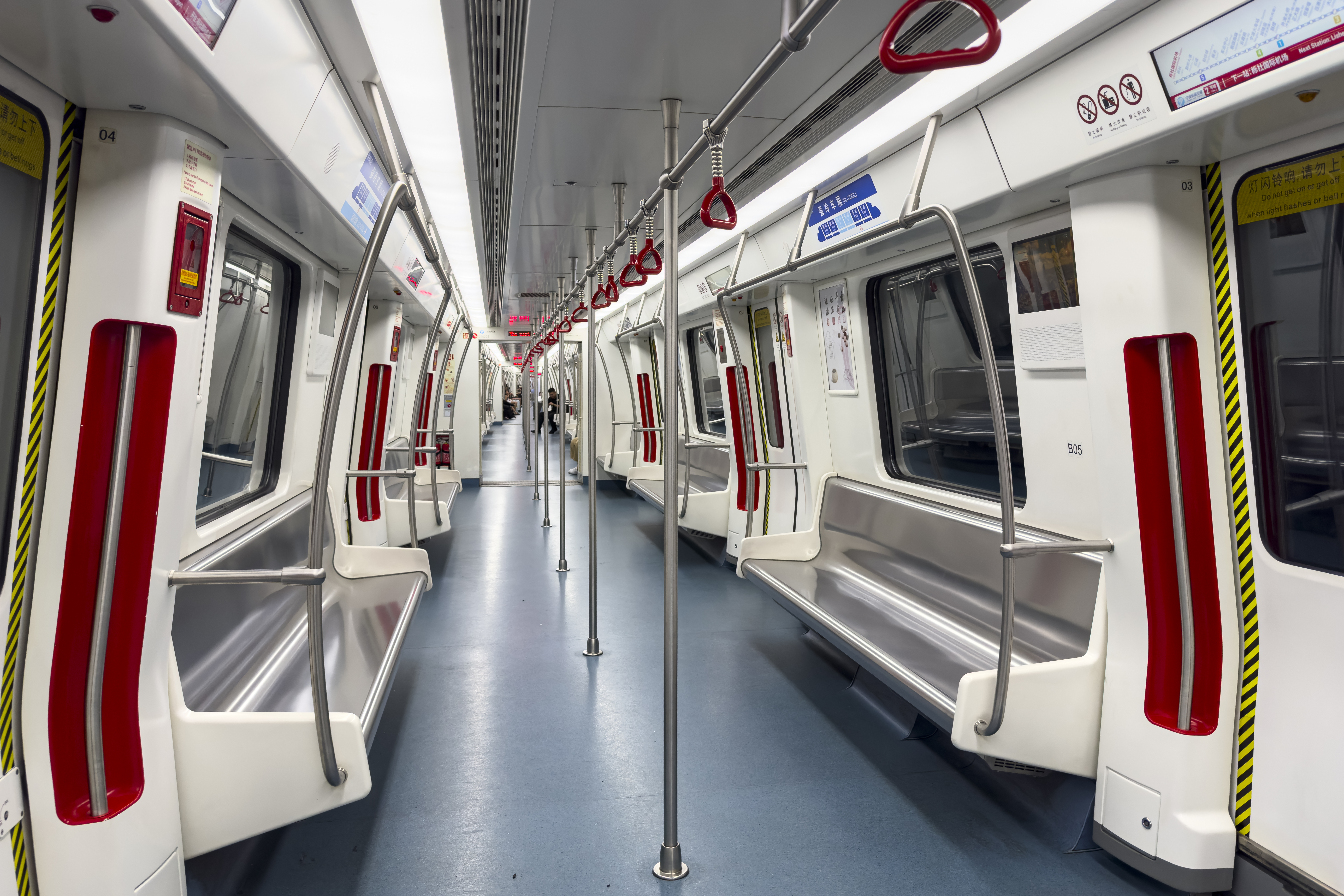
2号线一期列车内部

2号线列车由南车株洲电力机车生产，采用VVVF交流传动系统，由1500伏直流架空接触网供电；一期车辆的牵引系统为中车株洲电机制 YQ-190-8B 型牵引电机和株洲南车时代电气制 t Power-TN3 牵引逆变器，二期车辆由江苏经纬轨道交通设备提供牵引系统。2号线一期的24列车（编号02001－02024）于2014至2015年间制造完成，二期所招标的18列车中，14列（编号02025－02038）在二期首通段开通时上线运营，4列（编号01038－01041）在1号线运营。
2号线车辆与1号线车辆大致相似，为B2型车。列车单节长19米（带驾驶室头车长19.65米），车体材料为铝合金，外观为鼓形，宽2.892米。全列采用6节编组（= Tc + Mp + M - M + Mp + Tc =），全车定员1460人，最大载客量2062人，设计寿命为30年。2号线列车采用流线型头罩，整车外观以标志色红色为基础进行设计，头灯采用丹凤眼造型，具有浓郁的中国特色。列车波浪形的腰带，寓意“宁波”两字中“波”字的要素。车内则安装有高清摄像头，控制中心可随时调取每辆车每个摄像头的视频。与1号线不同的是，2号线车辆不再使用闪灯图以显示列车位置，而改用28寸LCD动态电子地图。
列车最高运行速度80km/h，平均启动加速度大于1.0m/s2，平均加速度大于0.6m/s2。列车两端设有车辆能量吸收区，保证乘客在两列车以15km/h相对速度相撞时的人身安全。车轮采用阻尼降噪环车轮，车内采用铝蜂窝双层地板及低噪声电气设备，减小对沿线的噪音污染并提高乘客乘坐的舒适度。

### 行车组织
宁波轨道交通2号线运营初期为单一交路，近期规划在轻纺城站和清水浦站之间开行小交路区间车，规划远期最小行车间隔为2分钟。截至2022年12月，2号线全日以栎社国际机场站至红联站的单一交路运行，同时从宁波火车站向上下行方向开行首班车。工作日期间，早、晚高峰时段行车间隔为4分20秒，平峰行车间隔6分20秒，20:00后的低峰时段行车间隔约10分钟；双休日平峰时段（8:00-20:00）行车间隔6分20秒，低峰行车间隔则为约10分钟。

## 附属设施

### 车辆基地
宁波轨道交通2号线设有两个车辆基地，分别为黄隘车辆段和东外环停车场。黄隘车辆段位于海曙区石碶街道机场路以东，鄞州大道以南，紧靠花厅港河和西塘河，接轨于鄞州大道站，占地20.1公顷，出入段线长710米，铺轨9.2公里。东外环停车场位于镇海区蛟川街道清水浦村，位于宁镇公路以东，前大河以北，宁波铁路枢纽北环线以南，接轨于清水浦站，为高架停车场，用地8.3公顷，出入段线520米，铺轨5.2公里。列车的大修、架修任务则由1号线天童庄车辆段承担。

### 主变电所
宁波轨道交通2号线设有两个主变电所，其中夏禹主变电所位于丽园南路站附近，双桥主变电所位于三官堂站附近。

### 控制中心
宁波轨道交通2号线与其他线路共用一座控制中心，线路的指挥控制、运营管理、制票清分作业均在控制中心完成。中心位于陈郎桥江以东，浦港路以西，宁穿路以北，靠近1号线东环南路站，占地面积24195平方米，总建筑面积81068平方米，由广州地铁设计院设计。

### 信号系统
宁波轨道交通2号线采用的是由中国铁路通信信号控股、阿爾斯通的合资企业卡斯柯所提供的基于CBTC的Urbalis 888信号系统解决方案。